# Spitalkirche St. Alban (Lauingen)

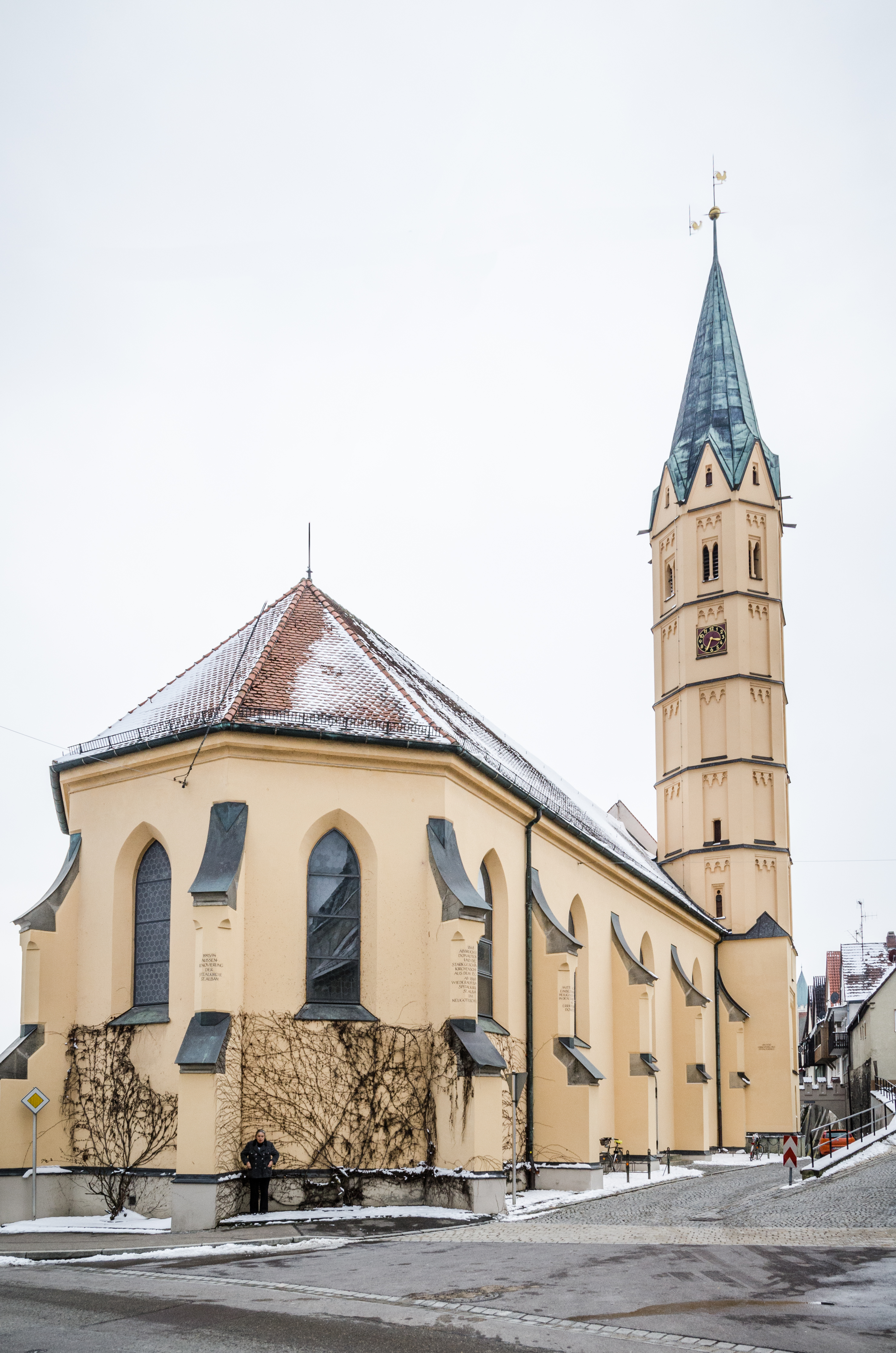
Spitalkirche St. Alban in Lauingen

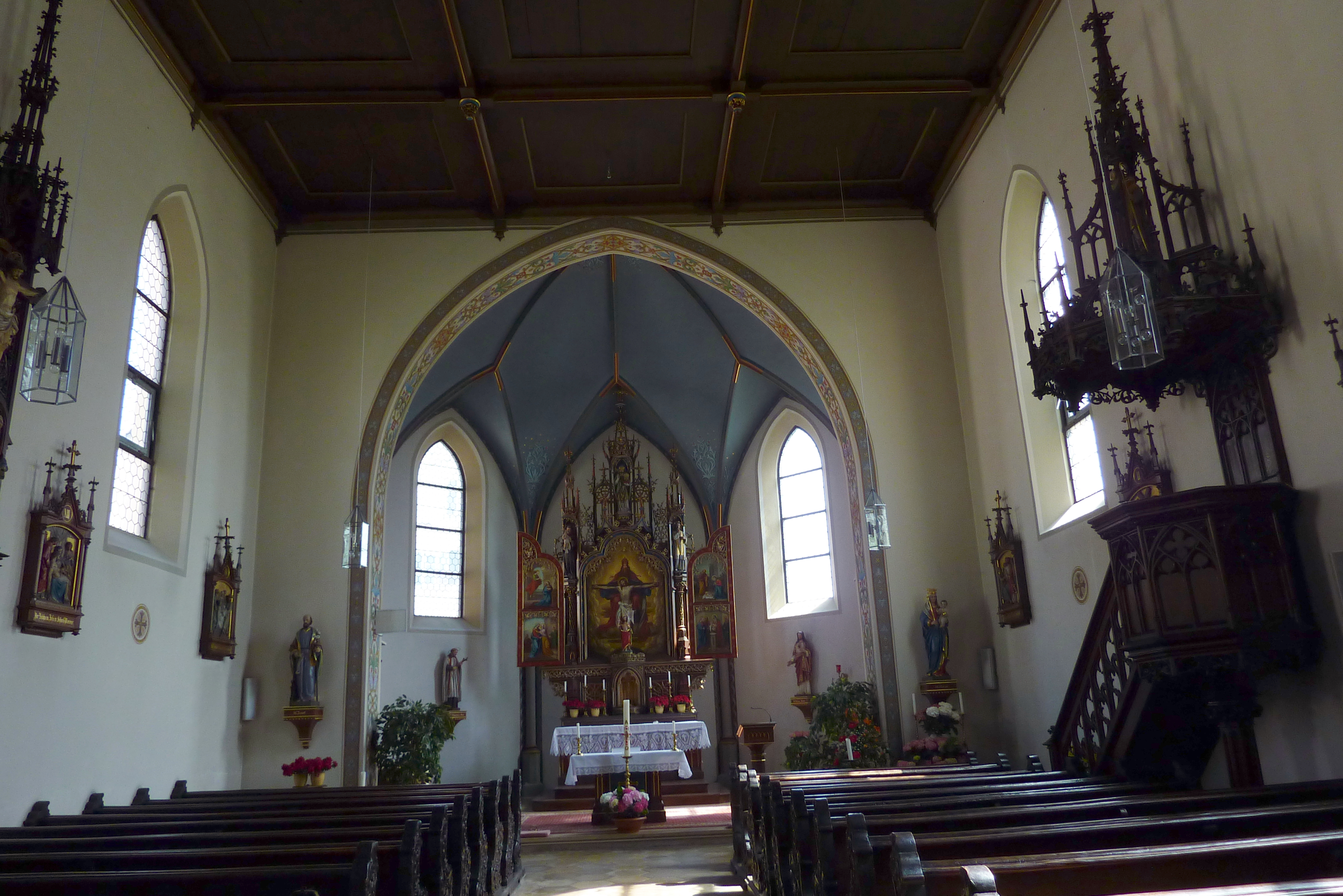
Blick zum Chor

Die römisch-katholische Spitalkirche St. Alban steht in Lauingen, einer Stadt im schwäbischen Landkreis Dillingen an der Donau von Bayern. Das Bauwerk ist in der Liste der Baudenkmäler in Lauingen als Baudenkmal unter der Nr. D-7-73-144-158 eingetragen.

## Beschreibung
Die gotische Saalkirche wurde Mitte des 14. Jahrhunderts erbaut. Sie wurde 1868 bis auf die unteren Geschosse des Kirchturms auf quadratischem Grundriss und die Krypta, die ehemalige Wallfahrtskirche unter dem Chor abgebrochen und 1869/70 nach einem Entwurf des Baumeisters Georg von Stengel neu gebaut. Sie besteht aus einem Langhaus und einem Chor mit Fünfachtelschluss im Nordosten, die von Strebepfeilern gestützt werden, und einem Kirchturm an der Nordwestecke des Langhauses, der durch Bogenfriese mit fünf achteckigen Geschossen mit Lisenen an den Ecken aufgestockt und mit einem spitzen Helm zwischen den Giebeln bedeckt wurde. Der Innenraum des Langhauses ist mit einer Holzbalkendecke überspannt, der des Chors mit einem Sterngewölbe.